# 灰白风毛菊
灰白风毛菊（学名：Saussurea cana）是菊科风毛菊属的植物。分布在俄罗斯、中亚以及中国大陆的新疆、甘肃、山西、青海、内蒙古等地，生长于海拔800米至2,800米的地区，见于河滩、山坡砾石地、河谷以及干旱山坡，目前尚未由人工引种栽培。